# Clark Duke
Clark Duke (Glenwood, 5 maggio 1985) è un attore statunitense.

## Biografia
Clark Duke nasce a Glenwood in Arkansas il 5 maggio 1985.
Con il suo amico Michael Cera ha creato, scritto, diretto e prodotto la serie web Clark and Michael dove recita una parodia fittizia di se stesso. L'episodio pilota della serie diretta da Duke è stata la sua tesi di laurea alla Loyola Marymount University. 
Nel 1992 riceve una candidatura ai Young Artist Awards nella categoria "Attore non protagonista sotto i 10 anni" per la sua partecipazione a Hearts Afire. Conosciuto in Italia per la sua partecipazione allo show televisivo della ABC Family Greek nel ruolo del religiosissimo Dale. Nel febbraio del 2008 partecipa ad un cortometraggio intitolato Drunk History, Volume 2 con Jack Black, seguito di Drunk History, Volume 1, in cui era apparso il suo amico Michael Cera.
Nel 2008 viene scritturato per il film Sex Movie in 4D, e nel 2010 recita insieme a John Cusack nel film Un tuffo nel passato. Nello stesso anno recita in Kick-Ass. Nel 2012 è al fianco di Eddie Murphy in Una bugia di troppo. Nel 2013 torna a recitare nel sequel Kick-Ass 2. Nel 2014 prende parte ad alcuni episodi della serie televisiva Due uomini e mezzo interpretando la parte del personaggio ricorrente di Barry Foster.
Nel 2021 partecipa al doppiaggio della serie animata Inside Job.

## Filmografia

### Attore

#### Cinema
- Suxbad - Tre menti sopra il pelo (Superbad), regia di Greg Mottola (2007)
- Sex Movie in 4D (Sex Drive), regia di Sean Anders (2008)
- Un tuffo nel passato (Hot Tub Time Machine), regia di Steve Pink (2010)
- Kick-Ass, regia di Matthew Vaughn (2010)
- Una bugia di troppo (A Thousand Words), regia di Brian Robbins (2012)
- A.C.O.D. - Adulti complessati originati da divorzio (A.C.O.D.), regia di Stu Zicherman (2013)
- Io sono tu (Identity Thief), regia di Seth Gordon (2013)
- Kick-Ass 2, regia di Jeff Wadlow (2013)
- Natale con i tuoi (A Merry Friggin' Christmas), regia di Tristram Shapeero (2014)
- Un tuffo nel passato 2 (Hot Tub Time Machine 2), regia di Steve Pink (2015)
- Bad Moms - Mamme molto cattive (Bad Moms), regia di Jon Lucas e Scott Moore (2016)
- The Last Movie Star, regia di Adam Rifkin (2017)
- Song of Back and Neck, regia di Paul Lieberstein (2018)
- Arkansas, regia di Clark Duke (2020)

#### Televisione
- Hearts Afire – serie TV, 51 episodi (1992-1995)
- CSI - Scena del crimine (CSI: Crime Scene Investigation) – serie TV, episodio 5x06 (2004)
- Campus Ladies – serie TV, episodio 2x01 (2006)
- Clark and Michael – serie TV, 10 episodi (2007)
- Greek - La confraternita (Greek) – serie TV, 67 episodi (2007-2011)
- Drunk History – serie TV, episodio 1x02 (2010)
- Childrens Hospital – serie TV, episodio 2x05 (2010)
- The Office – serie TV, 19 episodi (2012-2013)
- New Girl – serie TV, episodio 1x13 (2012)
- Due uomini e mezzo (Two and a Half Men) – serie TV, 8 episodi (2014)
- Mom – serie TV, episodi 2x11-2x12 (2015)
- Room 104 – serie TV, episodio 1x02 (2017)
- I'm Dying Up Here - Chi è di scena? (I'm Dying Up Here) – serie TV, 20 episodi (2017-2018)
- Veronica Mars – serie TV, 6 episodi (2019)

### Doppiatore
- Robot Chicken – serie animata, 7 episodi (2008-2020)
- I Croods (The Croods), regia di Kirk DeMicco e Chris Sanders (2013)
- Adventure Time – serie animata, episodio 6x30 (2015)
- I Croods 2 - Una nuova era (The Croods: A New Age), regia di Joel Crawford (2020)
- Inside Job – serie animata, 18 episodi (2021-2022)

## Doppiatori italiani
Nelle versioni in italiano nelle opere in cui ha recitato, Clark Duke è stato doppiato da:
- Massimiliano Alto in Un tuffo nel passato, Un tuffo nel passato 2
- Alessio De Filippis in Kick-Ass, Kick-Ass 2
- Niccolò Guidi in A.C.O.D. - Adulti complessati originati da divorzio
- Simone Crisari in I'm Dying Up Here - Chi è di scena?
- Luca Sandri in Bad Moms - Mamme molto cattive
- Alessio Puccio in Greek - La confraternita
- Edoardo Stoppacciaro in Sex Movie in 4D
- Luigi Morville in Una bugia di troppo
- Flavio Aquilone in Due uomini e mezzo
- Federico Campaiola in The Office
- Davide Perino in Room 104
- Marco Barbato in Mom
- Lorenzo Del Romano in Workaholics

Come doppiatore è sostituito da:
- Luigi Morville in I Croods

## Curiosità
- Clark è un grande fan di wrestling, soprattutto della realtà indy. Clark spesso si può vedere nel pubblico degli show della Pro Wrestling Guerrilla, federazione indipendente con sede in Reseda, South California, insieme ai suoi amici e colleghi Jon Cryer e Max Landis (figlio del regista John Landis)[2].

- Duke collabora anche con la WWE: nel 2010 è stato nominato Special Guest Host a Monday Night Raw e partecipa alla 2ª stagione del programma WWE Swerved, in onda sul WWE Network dal Giugno 2016[3]..